# Ensembles monumentaux Renaissance d'Úbeda et Baeza
Les ensembles monumentaux Renaissance de Úbeda et Baeza sont un site espagnol inscrit au patrimoine mondial par l'UNESCO depuis 2003.

## Caractéristiques
Úbeda et Baeza sont deux villes de la province de Jaén en Andalousie, distantes de moins de 10 km l'une de l'autre et s'étant considérablement développées après la Reconquista. Leur structure urbanistique a été profondément remaniée au XVIe siècle et elles possèdent un remarquable ensemble architectural Rennaissance.
Le bien inscrit au patrimoine mondial est constitué de deux ensembles de petite taille, correspondant au centre-ville de chaque localité, entourés de zones tampons nettement plus grandes.

## Éléments inscrits
Le tableau ci-dessous récapitule les deux éléments pris en compte dans le bien inscrit :
| #       | Élément | Superficie (ha) | Zone tampon (ha) | Coordonnées                        | Photo |
| ------- | ------- | --------------- | ---------------- | ---------------------------------- | ----- |
| 522-001 | Úbeda   | 4,2             | 90,3             | 38° 00′ 29″ nord, 3° 22′ 05″ ouest |       |
| 522-002 | Baeza   | 4,8             | 85,4             | 37° 59′ 35″ nord, 3° 28′ 08″ ouest |       |

## Processus d'inscription
Une première proposition d'inscription est rejetée en 1989 au cours de la 13e session du Comité du patrimoine mondial. L'Espagne redépose par la suite un dossier sur sa liste indicative, sous le nom « Úbeda - Baeza : dualité urbaine, unité culturelle, Espagne », lequel est adopté en 2003 au cours de la 27e session du Comité du patrimoine mondial ; le Comité du patrimoine mondial change néanmoins le nom pour « ensembles monumentaux Renaissance de Úbeda et Baeza », qu'il estime plus descriptif. Il s'agit alors du 39e site espagnol inscrit.

## Galerie

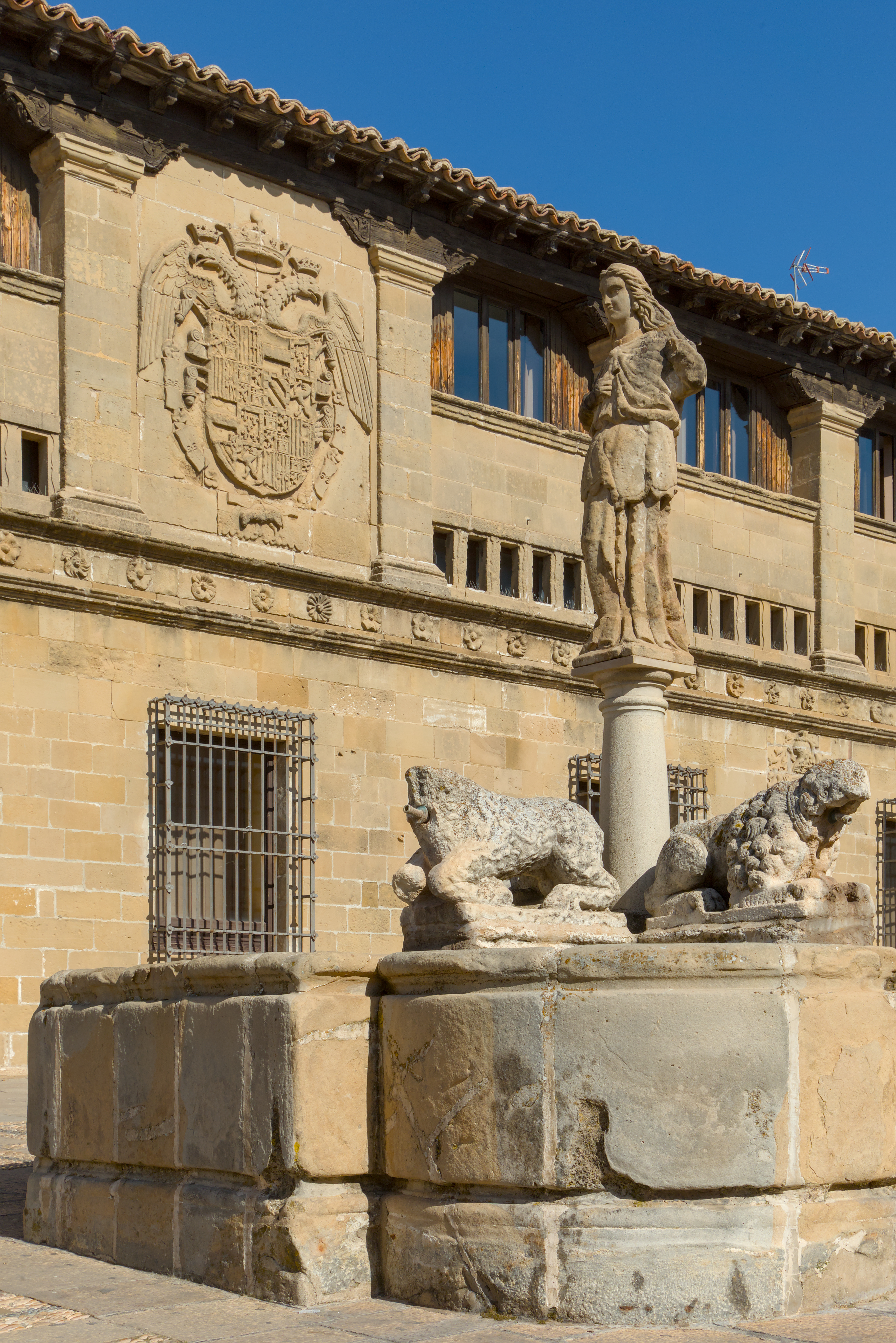
La fontaine des Lions et le blason sculpté de Charles Quint sur la Plaza del Pópulo, à Baeza.
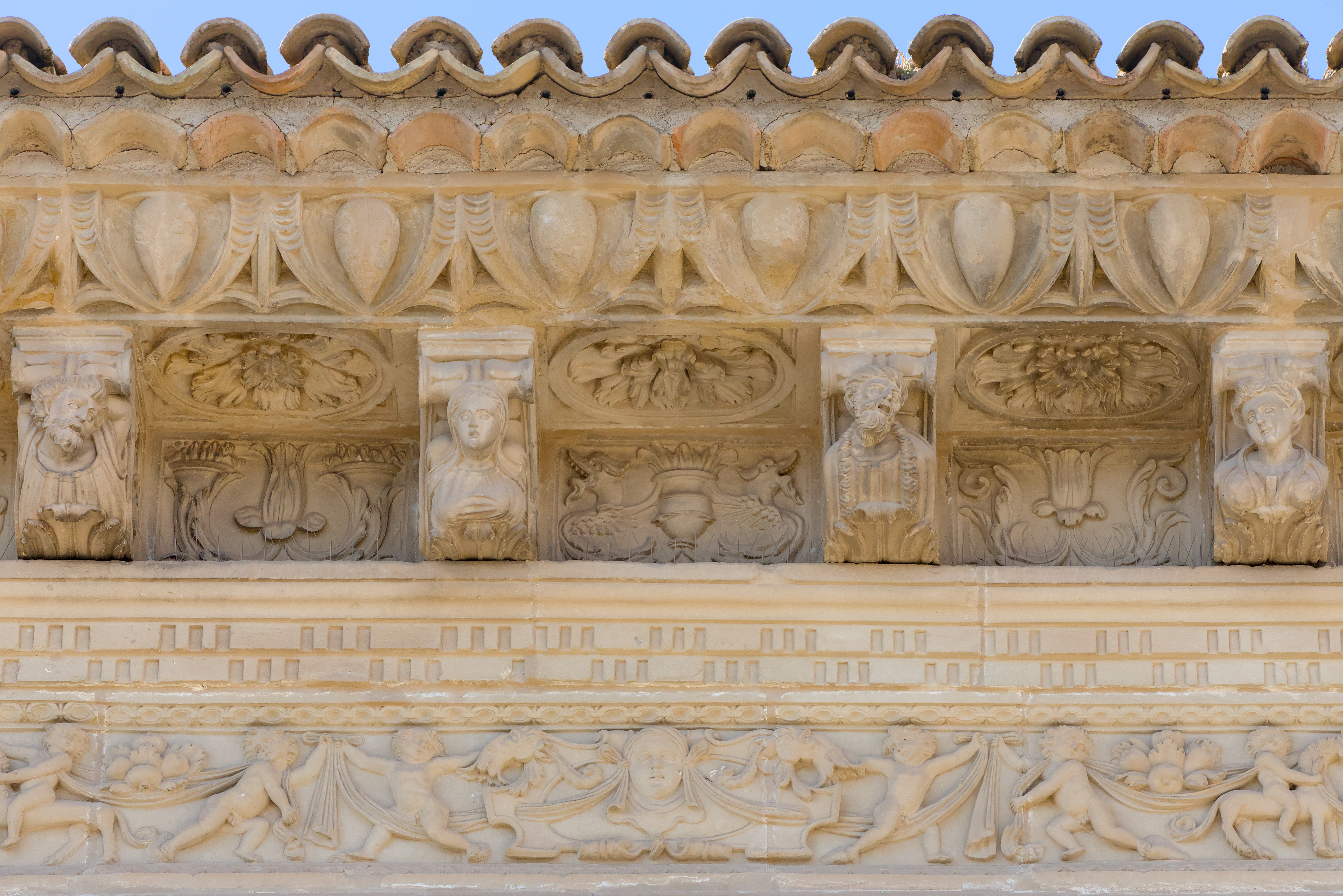
Détails de la façade sculptée de l'Hôtel de ville de Baeza.
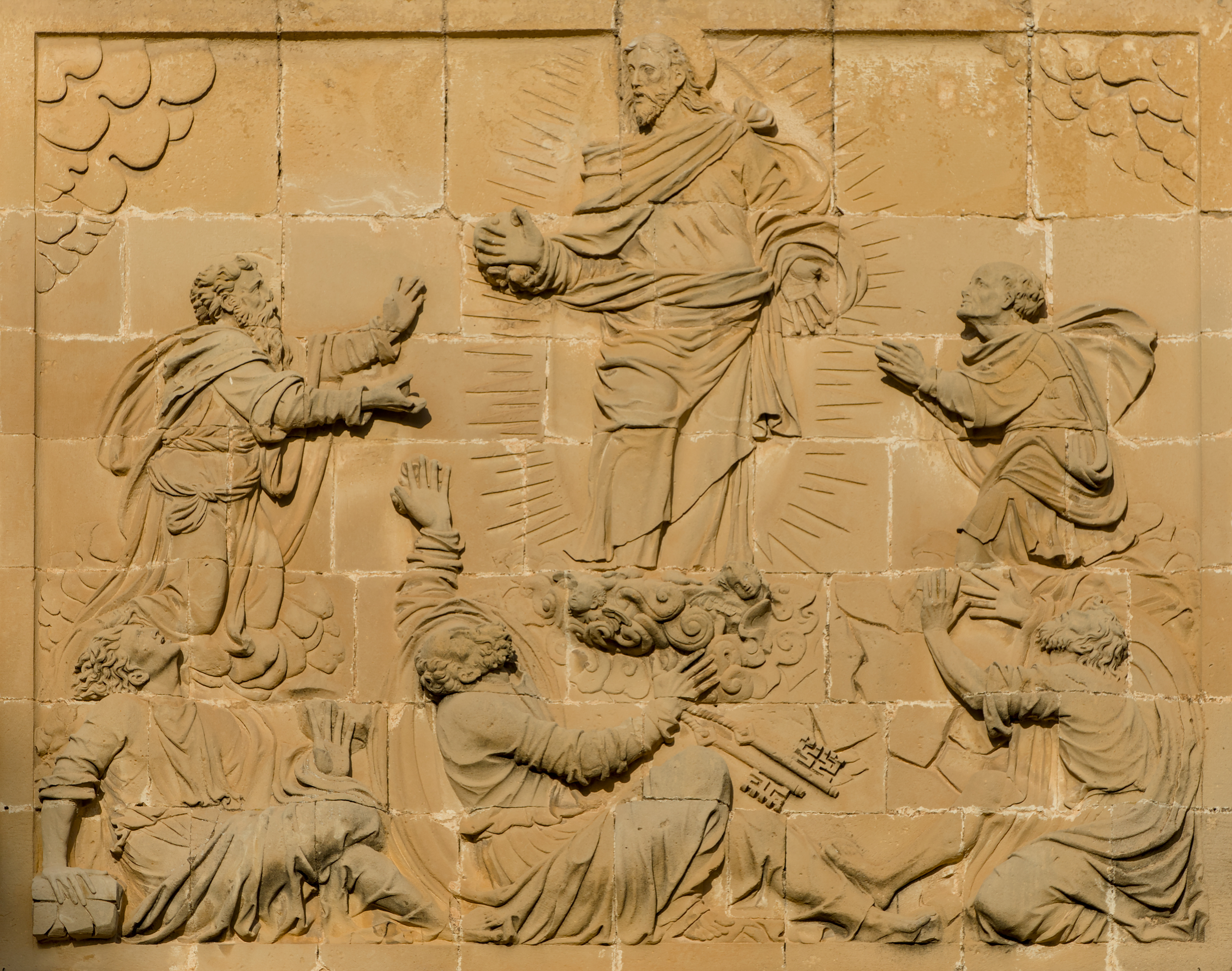
La Transfiguration, par Esteban Jamete, sur la façade de la Sacra Capilla del Salvador à Úbeda.
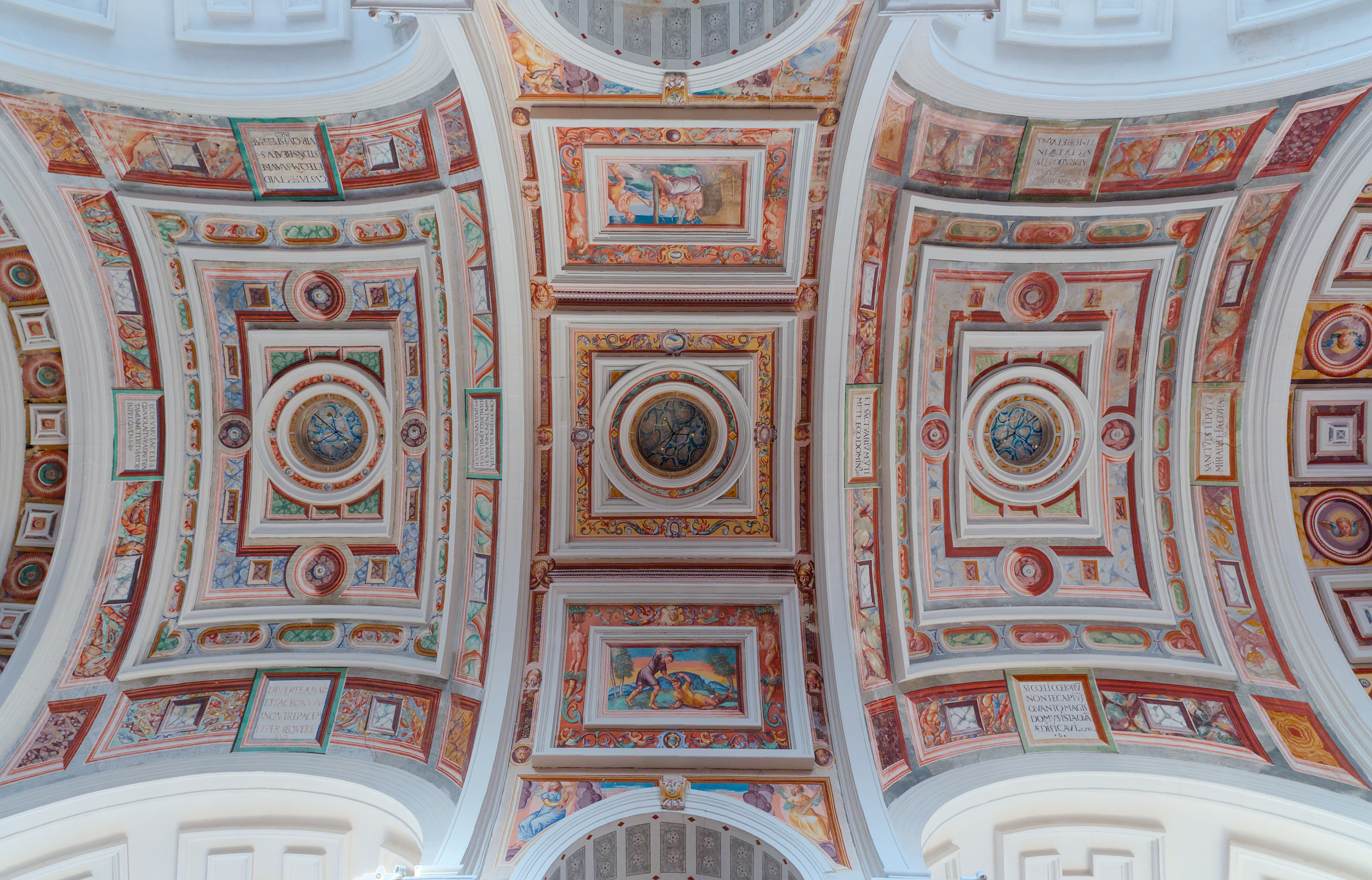
Voûte de la chapelle de l'Hôpital Saint-Jacques d'Úbeda.